# Nagyfeszültség

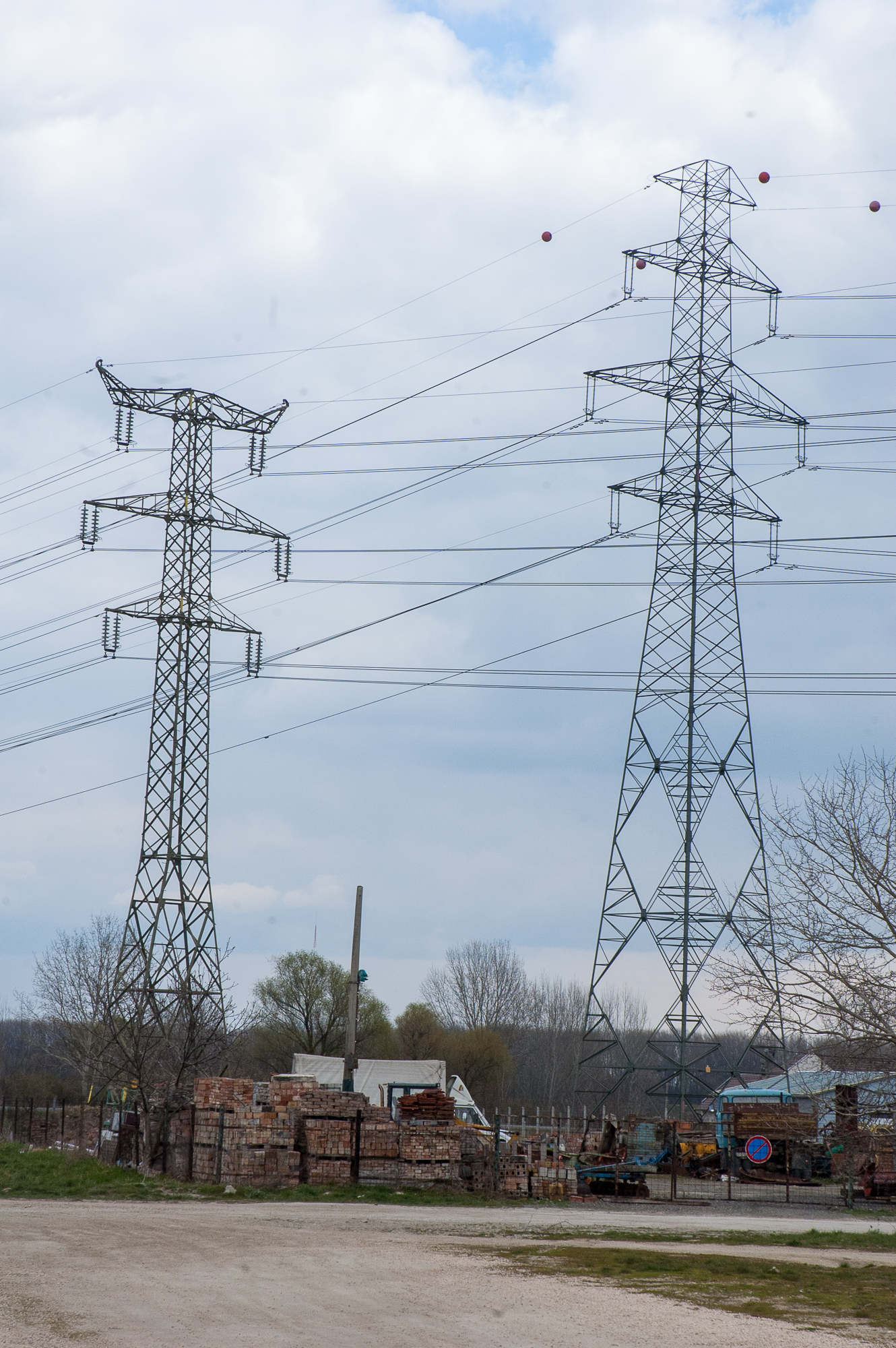
NAF-távvezetékoszlopok. A kép bal oldalán lévő, alacsonyabb oszlop 120 kV-os, a jobb oldalon lévő, magasabb oszlop 220 kV-os távvezeték tartóoszlopa

A nagyfeszültség a villamosenergia-ellátó rendszerekben alkalmazott villamos feszültségek egyik tartománya. A vonatkozó szabványok és jogszabályok a villamos hálózatokon előforduló feszültségeket két tartományba sorolják. Az egyik a kisfeszültség (elterjedt rövidítése: KIF), a másik tartomány a nagyfeszültség (elterjedt rövidítése NAF). A nagyfeszültségen belül gyakori, hogy elkülönül a középfeszültség tartománya (elterjedt rövidítése: KÖF). A kifejezést a köznyelv gyakran eltérően használja, mint a műszaki nyelv.

## A nagyfeszültség alkalmazásának története
A villamos energia felhasználásának korai időszakában már ismert volt, hogy a nagyobb távolságra történő energiaátvitel nagyobb feszültségen gazdaságosabb. Ennek a folyamatnak az egyik fontos állomása az energiaátviteli hálózatokban használható transzformátor megalkotása volt. 1885-ben Déri Miksa, Bláthy Ottó Titusz és Zipernowsky Károly a Ganz gyárban szabadalmaztatta az első zárt vasmagú, energiaátvitelre alkalmas transzformátort. Ez lehetővé tette ipari rendszerben a nagyfeszültségű energiaátvitel megvalósítását. Az 1890-es évekre teljesen általánossá vált a nagy távolságra történő energiaátvitelben a nagyfeszültség alkalmazása. Az 1900-as évek elején merült fel az az igény, hogy elkülönítésre kerüljenek a kis- és a nagyfeszültségű rendszerek. Kezdetben nem volt egységes a határérték a két szint között. Az 1911-ben megjelent Erősáramú berendezések üzemére vonatkozó szabályzat ezt a határt 250 V névleges feszültségnél határozta meg. A ma használt határérték 1926-ban alakult ki, a Nemzetközi Elektrotechnikai Szervezet New Yorkban megtartott ülésén került elfogadásra.

## A nagyfeszültség szabványos értékei
A jelenleg hatályos szabványok és rendeletek alapján a nagyfeszültség (MSZ 1:2002 és a 72/2003. GKM rendelet):
- egyenfeszültségű rendszer esetén 1500 V
- váltakozó feszültségű rendszer esetén 1000 V

névleges feszültségnél nagyobb feszültséget jelent. Ezen belül váltakozó feszültségű rendszerek esetén az 1 kV és 35 kV közti tartomány a középfeszültség.

### Névleges feszültségek
Az energiaátviteli rendszerek esetén az MSZ 1 tartalmazza a Magyarországon alkalmazott névleges feszültségértékeket. Az MSZ 1 szabvány nem vonatkozik az egyes berendezésekben alkalmazott alkatrészek névleges feszültségeire, a jelátvitelben, jelfeldolgozásban, információátvitelben, vasutaknál alkalmazott feszültségekre. Célja az elosztóhálózatokon alkalmazott feszültségszintek rögzítése.
| Hálózat névleges feszültsége |
| ---------------------------- |
| Középfeszültségű hálózatok   |
| 3 kV                         |
| 6 kV                         |
| 11 kV                        |
| 22 kV                        |
| 30 kV                        |
| 35 kV                        |
| Nagyfeszültségű hálózatok    |
| 132 kV                       |
| 220 kV                       |
| 400 kV                       |
| 750 kV                       |

A MÁV vasútvonalain a villamos vontatási nagyfeszültség 25 kV.

## Nagyfeszültség a köznyelvben
A köznyelvben gyakori, hogy a nagyfeszültség kifejezés alatt az olyan feszültséget értik, amely közvetlen érintés (pl. baleset) esetén halálos áramütést tud okozni.
Gyakori, hogy elektronikus eszközök esetén (pl. mérőkészülékek, automatika rendszereknél alkalmazott berendezések, szórakoztató elektronika stb.) nagyfeszültségű résznek nevezik az elektronikák elkülönített részét, amely üzemi feszültsége magasabb, mint az elektronikáknál alkalmazott néhány volt, néhány tíz voltos feszültség. Pl. egy 230 V hálózatról működő mosógép esetén azokat a részeket is nevezik nagyfeszültségűnek, amelyek hálózati feszültségről működnek, szemben a vezérlő áramkörök üzemi feszültségével.

## Nagyfeszültségű hálózatok Magyarországon
Magyarországon a villamosenergia-átviteli hálózat a Magyar Villamosenergia-ipari Átviteli Rendszerirányító Zártkörűen Működő Részvénytársaság (rövid elnevezéssel MAVIR ZRt.) tulajdonában és üzemeltetésben van. Ez a hálózat nagy részben 400 kV, kisebb részt 200 kV feszültségű távvezetékekből áll. Ehhez csatlakozó alállomások 120 kV transzformátorain biztosítja az energiát a területi szolgáltatók 120 kV névleges feszültségű főelosztó hálózata számára, illetve veszi át az energiát az erőművektől. Ez alól a Paksi Alállomás a kivétel, mert a Paksi Atomerőmű 400 kV feszültségen csatlakozik az országos hálózathoz. A különböző területi szolgáltatók tulajdonában álló 120 kV távvezetékekhez csatlakoznak az egyes szolgáltatók NAF/KÖF alállomásai és a települések kiszolgáló középfeszültségű elosztóhálózata. A középfeszültségű hálózatokhoz csatlakoznak a KÖF/KIF transzformátorok, amelyek már közvetlenül kiszolgálják a fogyasztókat. Egy-egy KÖF/KIF transzformátor egy település egy részét látja el energiával.